# Tijara
Tijara là một thành phố và khu đô thị của quận Alwar thuộc bang Rajasthan, Ấn Độ.

## Địa lý
Tijara có vị trí 27°56′B 76°51′Đ / 27,93°B 76,85°Đ Nó có độ cao trung bình là 291 mét (954 feet).

## Nhân khẩu
Theo điều tra dân số năm 2001 của Ấn Độ, Tijara có dân số 19.918 người. Phái nam chiếm 53% tổng số dân và phái nữ chiếm 47%. Tijara có tỷ lệ 62% biết đọc biết viết, cao hơn tỷ lệ trung bình toàn quốc là 59,5%: tỷ lệ cho phái nam là 72%, và tỷ lệ cho phái nữ là 51%. Tại Tijara, 18% dân số nhỏ hơn 6 tuổi.